# Brandy
Brandy odnosno Weinbrand je u smislu Pravilnika o jakim alkoholnim pićima Republike Hrvatske jako alkoholno piće, a ubraja se u (prirodne) rakije. Proizvodi ga se iz rakije od vina s ili bez dodatka vinskog destilata destilirana na manje od 94,8 % vol. alkohola pod uvjetom da udio alkohola iz tog destilata ne prelazi više od 50 % od ukupne količine alkohola u gotovu proizvodu. Obvezno vrijeme dozrijevanja je brem jednu godinu i to u hrastovim spremnicima ili najmanje šest mjeseci u hrastovim bačvama zapremine manje od 1000 litara. Najmanja dopuštena količina hlapivih tvari jest 125 grama po hektolitru preračunato na 100 % vol. alkohola, a koja mora proizlaziti isključivo iz destilacije ili redestilacije upotrijebljenih sirovina. Ne smije biti metanola više od 200 grama po hektolitru preračunato na 100 % vol. alkohola. Najniža dopuštena alkoholna jakost brandya ili Weinbranda koji se stavlja na tržište kao gotov proizvod je najmanje 36 % vol. Razrijeđeni ni nerazrijeđeni alkohol se ne smije dodavati u procesu proizvodnje, niti aromatizirati, izuzimajući tradicionalne metode proizvodnje, a jedino se smije dodati karamel kao sredstvo za prilagodbu boje.

## Varijante
- voćni brandy
- planinski brandy
- žitni brandy

## Nazivi u Hrvatskoj
- Badel Prima brand
- Maraska Zlatni brand
- Zvečevo Jubilarni brend, Zvečevo Domaći brend
- Dalmacijavino Vecchia Extra brandy
- Stock 84 brandy